# Gordon Russell Sullivan
Gordon Russell Sullivan, ameriški general, * 25. september 1937, Boston, Massachusetts, ZDA, † 2. januar 2024.